# Сас

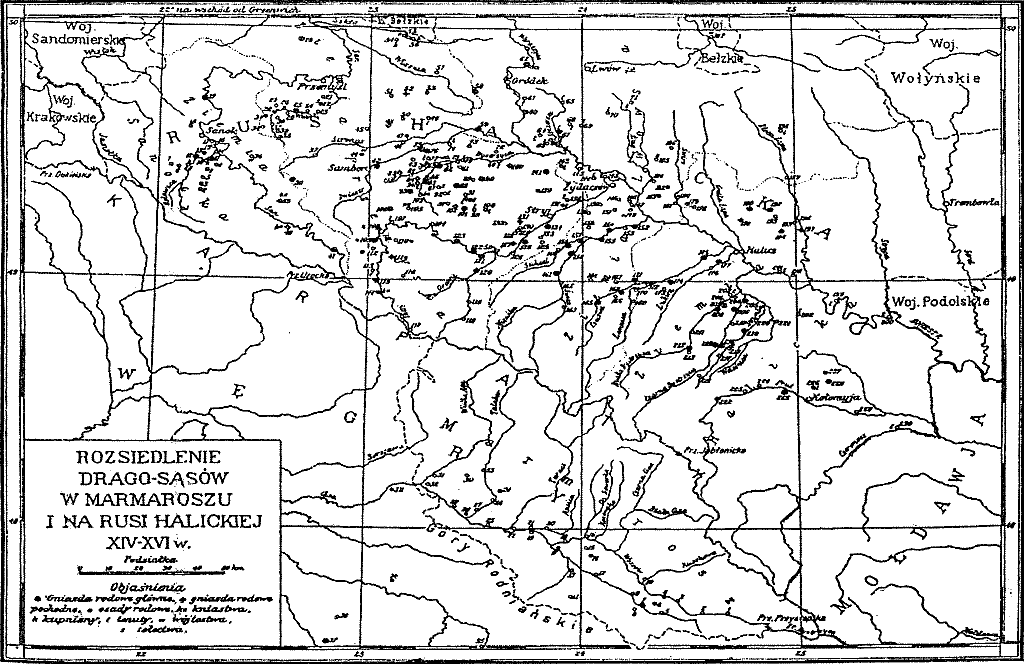
Распространение рода Драг-Сас в Галиции вв XIV-XVI

Сас (Сас—воевода, молд. Сас) — молдавский воевода, правитель земель, ставших позднее независимым Молдавским княжеством, в 1354—1357 или 1363 годах.

## История
Правил под сюзеренитетом венгерского короля Лайоша I.
Сас унаследовал трон от своего отца Драгоша и передал своему сыну Балку. Во время его правления молдавские земли были маркой венгерского короля.